# 桐原眞二
桐原 眞二（きりはら しんじ、1901年8月22日 - 1945年6月10日）は、大阪府出身の野球選手。

## 経歴
北野中学校時代から近畿地方屈指の遊撃手と言われており、学内で花形的存在であった。1年休学した梶井基次郎と同じクラスになり、桐原の家に遊びに来た梶井が宿題の手伝いをしたこともあった。
梶井は同性愛的な思慕を抱いていた桐原のことを、「美しい容姿と、その容姿に相応しい快活な、そして温順な心を持つてゐた。――形も心もそれは可愛らしい生徒であつた」と習作の中で書き、卒業後も、桐原の夢を見てその内容を日記に綴っている。桐原はおでこが出ていたため、「でーやん」と呼ばれていた。
1919年に慶應義塾大学へ進学。走攻守三拍子揃った選手として活躍し、1924年からは主将となり、時には投手としてマウンドに上がることもあった。
当時中断されていた早慶戦の復活に向けて早稲田大学野球部監督の飛田穂洲と共に率先して行動し、慶應大学OBや塾当局を必死に説得した甲斐もあって1925年秋の早慶戦復活への道が開いた。
大学卒業後は大阪毎日新聞の経済記者となり、後に経済部長になる。大毎野球団では選手としても活動を続けていた。
第二次世界大戦が始まると応召され、比島軍報道部員となった。終戦直前の1945年6月10日にルソン島の山中で戦死した。43歳没。
1984年に野球殿堂入り。東京ドーム内にある野球殿堂博物館の戦没野球人モニュメントに彼の名が刻まれている。
息子に、毎日新聞学芸部編集委員の桐原良光。